# Catherine Dickens
Catherine "Kate" Dickens, nata Catherine Thomson Hogarth (Edimburgo, 19 maggio 1815 – Londra, 22 novembre 1879), è stata la moglie del romanziere Charles Dickens, madre dei suoi dieci figli e scrittrice di libri di economia domestica.

## Primi anni di vita

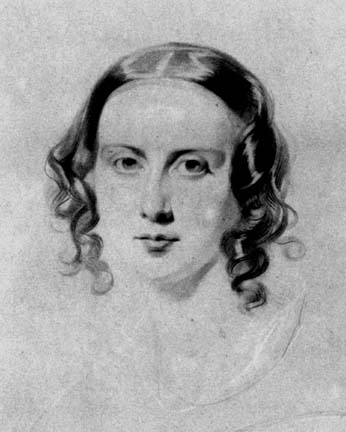
Catherine Dickens a opera di Samuel Lawrence (1838).

Nata a Edimburgo, in Scozia, nel 1815, Catherine si trasferì in Inghilterra con la sua famiglia nel 1824. Era la maggiore di dieci figli di George Hogarth. Suo padre era un giornalista dell'Edinburgh Courant e in seguito divenne scrittore e critico musicale del Morning Chronicle, dove Dickens era un giovane giornalista, e poi direttore dell'Evening Chronicle. Dickens apprezzò subito l'attraente 19enne Catherine e la invitò alla festa del suo 23° compleanno.

## Il matrimonio
Catherine e Dickens si fidanzarono poi nel 1835 e si sposarono il 2 aprile 1836 nella Chiesa di San Luca, a Chelsea, andando in luna di miele a Chalk, vicino a Chatham nel Kent. I due stabilirono una casa a Bloomsbury, e nei 15 anni successivi ebbero dieci figli e almeno due aborti spontanei. In quel periodo Charles scrisse che anche se fosse diventato ricco e famoso, non sarebbe mai stato felice come in quel piccolo appartamento con Catherine.

## Mary Hogarth
La sorella di Catherine, Mary Hogarth, entrò nella casa di Dickens a Doughty Street per offrire sostegno alla sorella e al cognato appena sposati. Era consuetudine che una sorella non sposata di una moglie vivesse con una coppia appena sposata e la aiutasse. Dickens si affezionò molto a Mary, che morì tra le sue braccia dopo una breve malattia nel 1837. Divenne un personaggio in molti dei suoi libri e la sua morte è romanzata come la morte di Little Nell.

## Georgina Hogarth
La sorella minore di Catherine, Georgina Hogarth, si unì alla famiglia Dickens nel 1842, quando Dickens e Catherine salparono per gli Stati Uniti, occupandosi della giovane famiglia che avevano lasciato. Durante il loro viaggio, Dickens scrisse in una lettera ad un amico che Catherine non si sentì mai triste o perse il coraggio durante il lungo viaggio in nave, e “si adattò a qualsiasi circostanza senza lamentarsi”. Nel 1845 Charles Dickens produsse il lavoro teatrale amatoriale Every Man in his Humour a beneficio di Leigh Hunt. Durante una rappresentazione successiva, Catherine Dickens, che aveva un ruolo minore, cadde da una botola. Nel 1851, come 'Lady Maria Clutterbuck', Catherine Dickens pubblicò un libro di cucina, Cosa mangiamo per cena? Risposte soddisfacenti con numerosi conti della spesa per due o diciotto persone. Conteneva molti menu suggeriti per pasti di varia complessità, insieme ad alcune ricette. Passò attraverso diverse edizioni fino al 1860. Sempre nel 1851, ebbe un esaurimento nervoso dopo la morte della figlia Dora Annie Dickens, di sette mesi.

## Anni successivi
Negli anni successivi, Dickens sostenne che Catherine divenne una madre e una casalinga sempre più inadeguata; la incolpò anche per la nascita dei loro dieci figli, che gli causarono preoccupazioni finanziarie. Lui sperava di non averne più dopo la nascita del quarto figlio, Walter e sosteneva che la sua provenienza da una famiglia numerosa avesse causato la nascita di tanti bambini. Per assicurarsi che non potessero nascere altri figli ordinò di separare i loro letti e di mettere una libreria in mezzo a loro. Cercò anche di farle diagnosticare falsamente una malattia mentale per farla internare in un manicomio. La loro separazione, avvenuta nel maggio del 1858, dopo che Catherine aveva per sbaglio ricevuto un braccialetto destinato all'amante di Dickens, Ellen Ternan, fu molto pubblicizzata, e le voci sulle relazioni di Dickens furono numerose, e lui le negò strenuamente.

## Discendenza
Charles Dickens ebbe da Catherine Hogart (19 maggio 1815-22 novembre 1879) ben dieci figli:
1. Charles Culliford Boz Dickens (1837-1896)
2. Mary Dickens (1838-1896)
3. Kate Macready Dickens (1839-1929)
4. Walter Landor Dickens (1841-1863)
5. Francis Jeffrey Dickens (1844-1886)
6. Alfred D’Orsay Tennyson Dickens (1845-1912)
7. Sydney Smith Haldimand Dickens (1847-1872)
8. Henry Fielding Dickens (1849-1933)
9. Dora Annie Dickens (1850-1851)
10. Edward Bulwer Lytton Dickens (1852-1902)

## La separazione

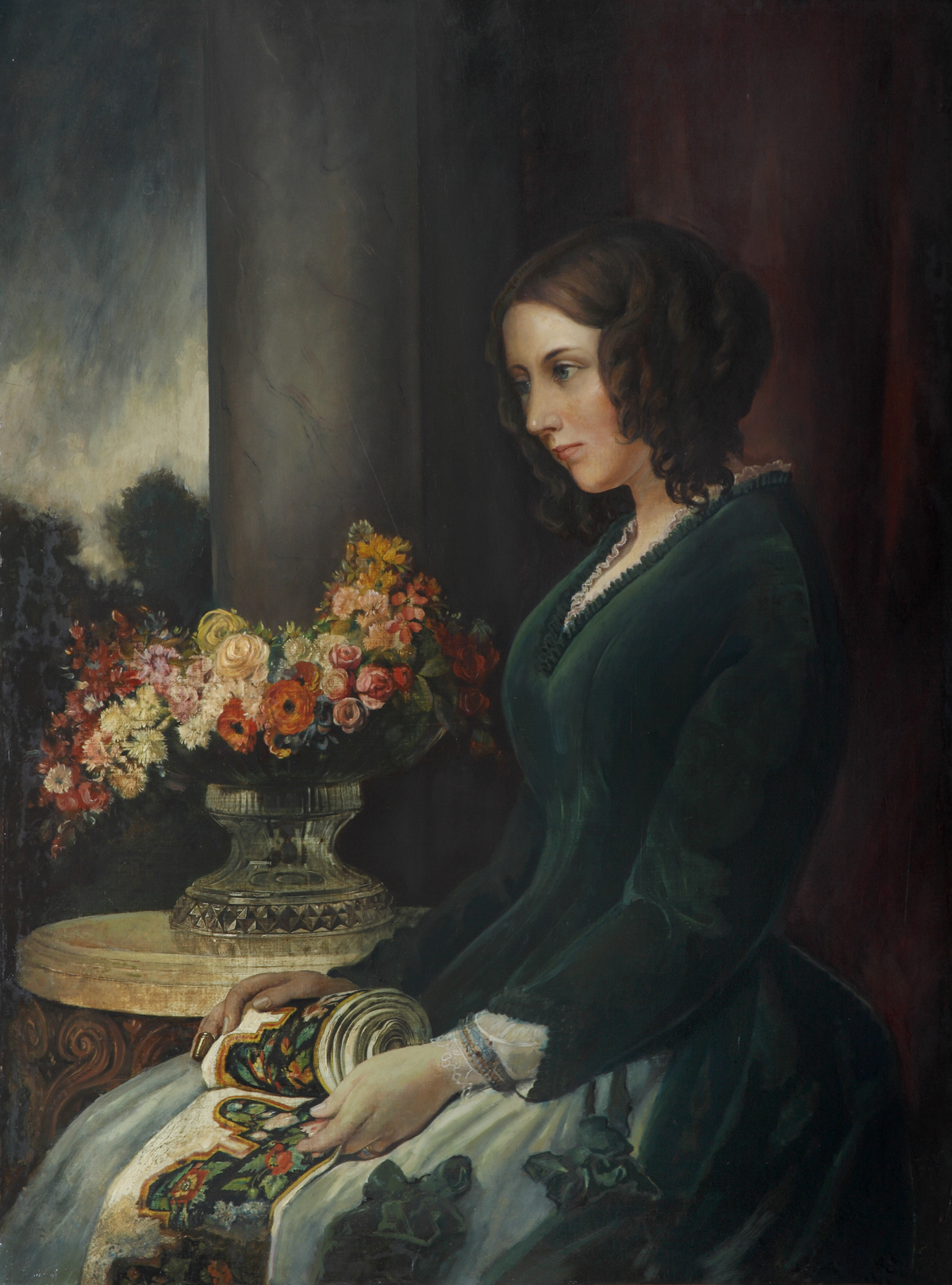
Catherine Dickens c. 1847 (di Daniel Maclise)

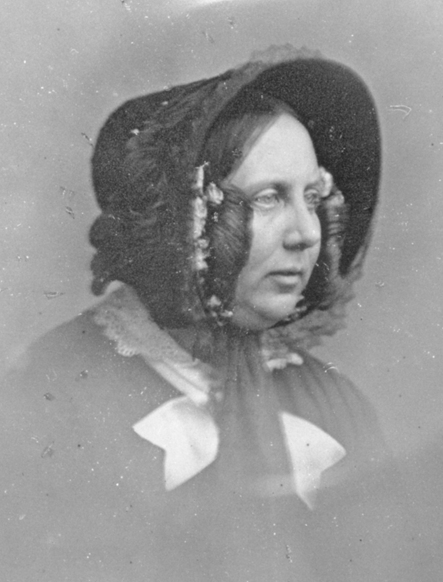
Dagherrotipo preso nel 1852

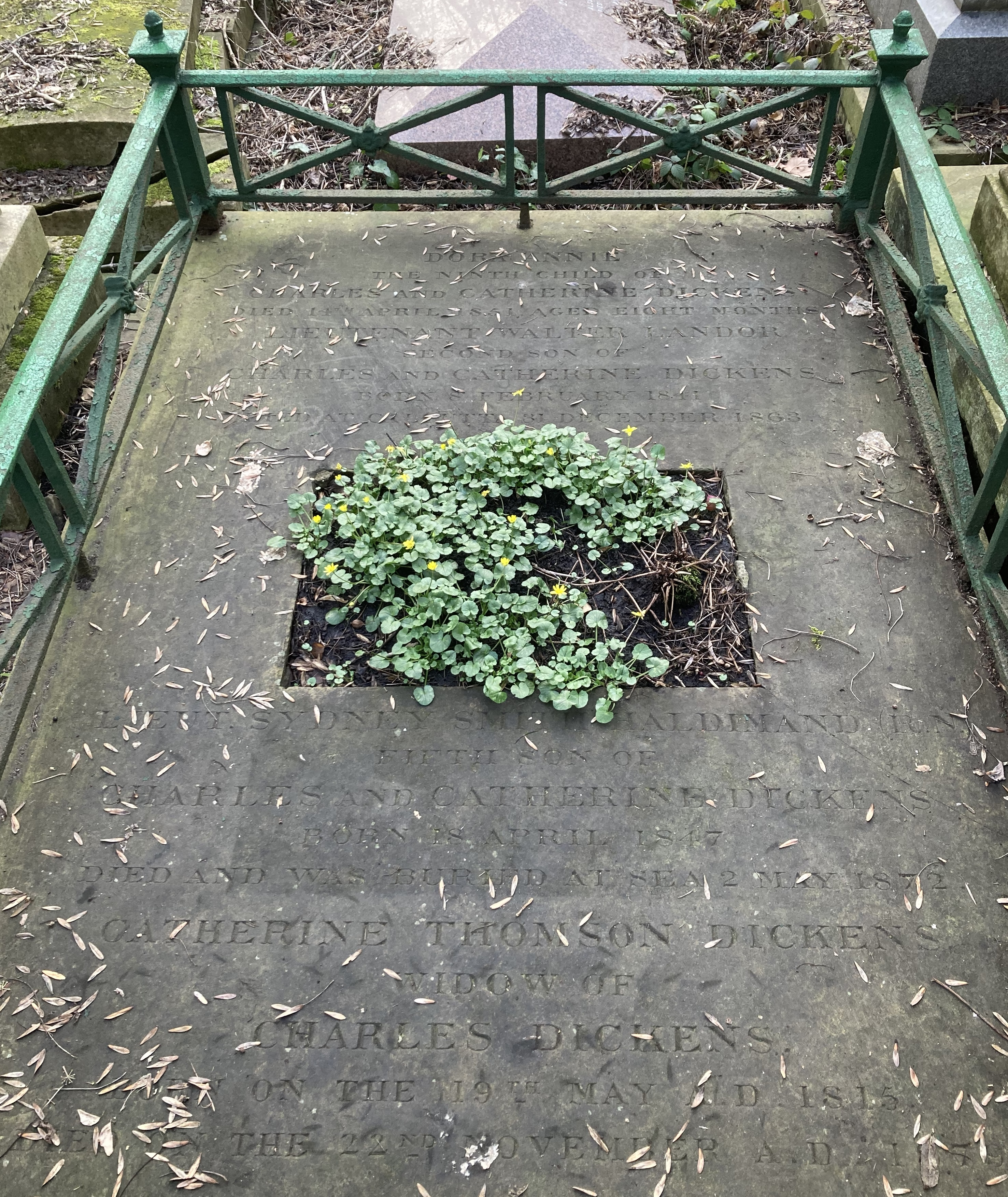
Tomba di famiglia di Catherine Dickens nel Cimitero di Highgate (lato ovest)

Nel giugno del 1858 Charles e Catherine Dickens si separarono e lei si trasferì in una proprietà a Gloucester Crescent, a Camden Town. La causa esatta della separazione è sconosciuta, anche se l'attenzione all'epoca e da allora si è concentrata sulle voci di una relazione tra Dickens ed Ellen Ternan e/o la sorella di Catherine, Georgina Hogarth.
Un braccialetto destinato a Ellen Ternan sarebbe stato consegnato a casa Dickens alcuni mesi prima, provocando accuse e smentite.
L'amico di Dickens, William Makepeace Thackeray, in seguito affermò che la separazione di Dickens da Catherine era dovuta a una relazione con la Ternan, piuttosto che con Georgina Hogarth, come gli era stato detto. Questa osservazione, giunta all'attenzione di Dickens, lo fece infuriare a tal punto da porre quasi fine all'amicizia tra Dickens e Thackeray.
Georgina, Charles e tutti i figli, tranne Charles Dickens Junior, rimasero nella loro casa di Tavistock House, mentre Catherine e Charles Junior si trasferirono. Georgina Hogarth gestì la casa di Dickens.
Il 12 giugno 1858, Dickens pubblicò un articolo nella sua rivista, Household Words, negando le voci sulla separazione, ma non articolandole né chiarendo la situazione.
Inviò questa dichiarazione ai giornali, tra cui The Times, e molti la ristamparono. Litigò con Bradbury ed Evans, i suoi editori, perché rifiutarono di pubblicare la sua dichiarazione su Punch, ritenendola inadatta a un periodico umoristico. Un'altra dichiarazione pubblica è apparsa sul New York Tribune, che in seguito è stata pubblicata su diversi giornali britannici. In questa dichiarazione, Dickens dichiarò che era stata solo Georgina Hogarth a tenere insieme la famiglia per qualche tempo:
La separazione, e la ricostruzione di Dickens (e del matrimonio della coppia), avrebbe influenzato il modo in cui Catherine sarebbe stata vista fino alla sua morte, avvenuta nel 1879, e nei decenni successivi.

## Gli ultimi anni
Dickens e Catherine ebbero poca corrispondenza dopo la loro separazione. Tuttavia, sul letto di morte nel 1879, Catherine diede la collezione di lettere che aveva ricevuto da Dickens a sua figlia Kate, dicendole di "consegnarle al British Museum, affinché il mondo sapesse che [Charles] mi aveva amata un tempo", e di correggere la documentazione storica.
Catherine Dickens fu sepolta nel Cimitero di Highgate, a Londra, con la figlia neonata Dora, che era morta nel 1851, all'età di sette mesi.

## Sui media
Catherine Dickens è stata il soggetto del documentario di sessanta minuti di BBC Two Mrs Dickens's Family Christmas, trasmesso il 30 dicembre 2011 e interpretato e presentato da Sue Perkins, che ha analizzato il matrimonio di Charles Dickens attraverso gli occhi di Catherine.
Nella serie Dickens of London del 1976, è stata interpretata da Adrienne Burgess.
Nel film del 2013 The Invisible Woman, è stata interpretata da Joanna Scanlan.
Nel film del 2017 L'uomo che inventò il Natale, è stata interpretata da Morfydd Clark.